# Iglesia de Saint-Christophe-de-Javel
La iglesia de Saint-Christophe-de-Javel es una iglesia de París ubicada en la rue Saint-Christophe en el XV Distrito cerca de la intersección con la rue de la Convención en el distrito de Javel, está catalogado como monumento histórico.

## Historia
Comenzado en 1926, inaugurado el 4 de julio de 1930 y bendecido el 26 de octubre de 1930, se presenta en un estilo moderno gracias al uso de cemento armado moldeado utilizado para los elementos estructurales.
Una capilla de madera, construida en este sitio en 1863, fue destruida en 1890, una capilla temporal se utilizó hasta 1898 hasta la construcción de la iglesia en 1926. La iglesia actual es obra del arquitecto Charles-Henri Besnard. Para ello utilizó técnicas que había patentado unos años antes, como el moldeado de elementos de cemento armado. Es la primera iglesia construida con este método.

## Descripción

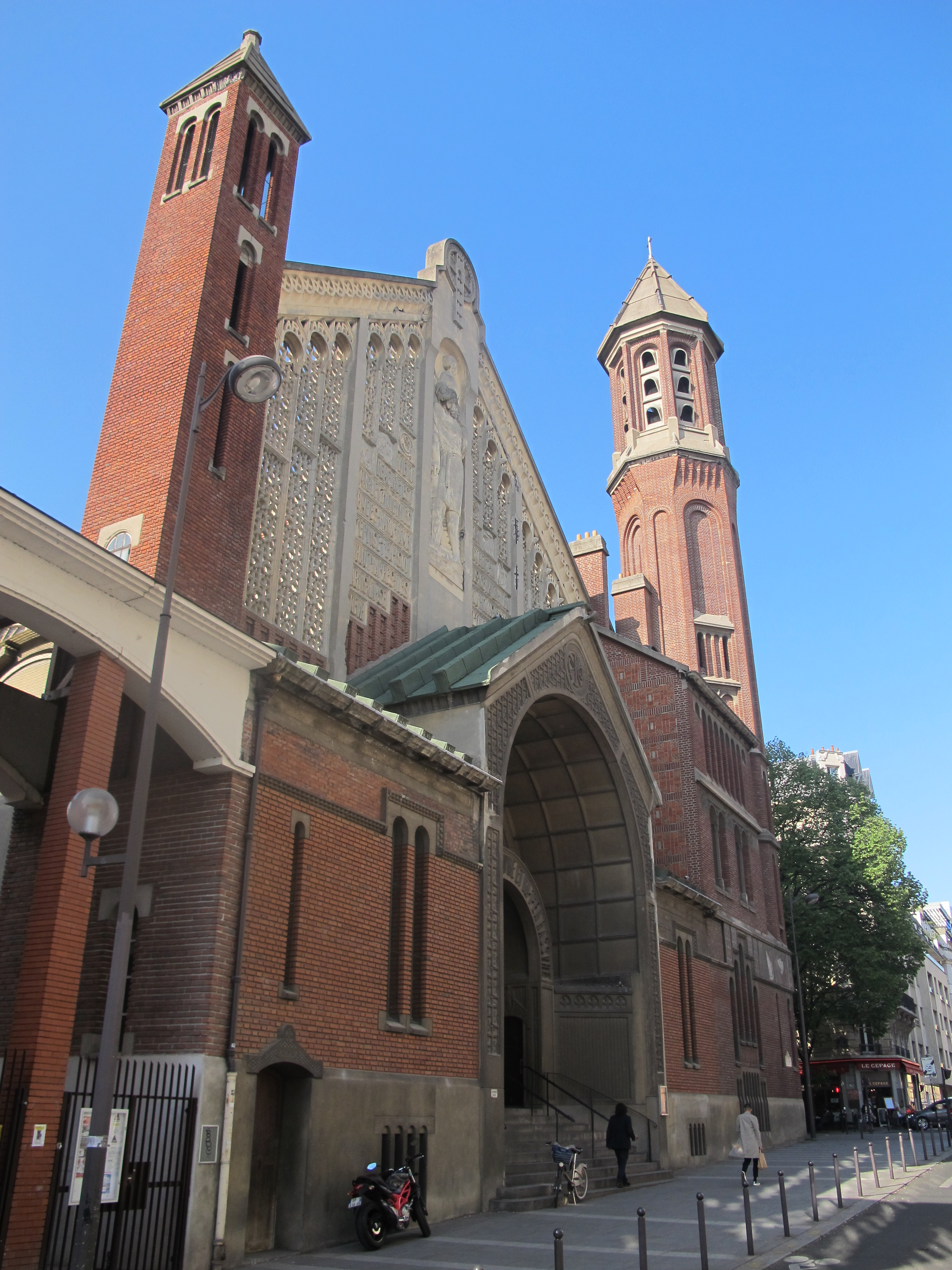
Exterior.

Está dedicada a San Cristóbal. El mural del coro, obra de Henri-Marcel Magne, lo representa rodeado de viajeros que imploran su protección, y modernos medios de transporte (tren, transatlántico, globo, avión, automóvil), inspirados en las industrias del transporte del distrito cuyas Fábricas de Citroën cercanas. Doce paneles pintados por Jacques Martin-Ferrières narran su vida. La iglesia también tiene una vidriera de Jacques Grüber y vidrio moldeado de Max y Jean Braemer.
El frontón, de ladrillo y hormigón, está decorado con una gran estatua del santo realizada en hormigón, obra de Pierre Vigoureux.
La iglesia y las fachadas y cubiertas del centro parroquial anexo están protegidas desde 1975, tras una campaña nacional de protección de la arquitectura siglo XIX.

## El Maestrazgo de San Cristóbal
En 1955, Claude Summary, organista, creó la Manécanterie des Petits Chanteurs de Saint-Christophe-de-Javel, que recientemente se transformó en los Chœurs de Saint-Christophe de Javel, a instancias de uno de sus directores de coro. : Lionel Sow, quien posteriormente dirigió la Maîtrise de Notre-Dame de Paris y quien desde 2011 dirige el Coro de la Orchestre de Paris en residencia en la Philharmonie de Paris. En 1995, Erwane Pinault creó el coro de niñas Caecilia.
Entre sus antiguos directores de coro se encuentran también el director y organista Henri Chalet, actual director de la Maîtrise de Notre-Dame de Paris, la compositora e intérprete Caroline Marçot, pero también Marc Korovitch, actual director del Jeune Chœur de Paris y Gérald de Montmarin, actual Jefe del Maestrazgo de la Catedral de Estrasburgo.
La Maîtrise hoy está compuesta por el coro preparatorio, el coro de niños y el coro de adultos.
Actualmente el Masters está dirigido por Louis Gal y Sammy El Ghadab.

## Lista de párrocos
- 1926-1951 Aymard (Jean-Baptiste) Faugère AA ( Asuncionista ), sacerdote constructor[5]
- 1951-1960: Padre Michel Cornillie
- 1960-1967: Padre Pierre Santu
- 1967-1969: Padre Dominique Monnier
- 1969-1975: Padre Xavier Naudin
- 1975-1981: Padre Bernardo Roché
- 1981-1982: Padre Michel Gittet
- 1982-1985: Padre Jean Risler
- 1985-1991: Padre Jean Teurlay
- 1991-1997: Padre Plasiart
- 1997-2006: Padre Antoine Louis de Laigue
- 2006 - 2013: Padre Jean-Claude Bardin
- 2013 - : Padre Yannick André